# Túpolev Tu-130
El Túpolev Tu-130 (en ruso: Ty-130) fue un concepto de planeador acelerado lanzado por un misil intercontinental de tres etapas del diseñador soviético Túpolev.

## Diseño y desarrollo
A partir de 1957, se comenzó a trabajar en la creación de un avión no tripulado "DP" (дальний планирующий, Dal'niy planiruyushchiy, planeador de largo alcance) en la Oficina de Diseño de Túpolev. Era la última etapa de un cohete estratégico. Estaba previsto utilizar misiles balísticos de alcance intermedio (R-5, R-12) como portadores. Además, se consideró la opción de utilizar un acelerador propio.
El vehículo de lanzamiento elevaría el DP a una altitud de 80-100 km, después de lo cual se separaría del portador y pasaría al plan de vuelo. Luego se corregiría la trayectoria. El objetivo podía estar a una distancia de 4000 km, y la velocidad del DP alcanzaba Mach 10. La trayectoria era corregida mediante superficies de control aerodinámicas. A bordo faltaba la unidad de potencia. Se utilizaron fuentes de energía química y cilindros de aire comprimido para alimentar los equipos de a bordo. Para el equipo de refrigeración y de la carga termonuclear se utilizaba un sistema de refrigeración a bordo. El diseño del fuselaje no preveía un sistema de refrigeración, por lo que en el diseño se deberían haber tenido en cuenta todas las tensiones que deberían haber surgido durante el vuelo. En la etapa final de vuelo, el dispositivo era puesto en picado hacia el objetivo y, ante una señal del altímetro, se detonaba la ojiva.
La ventaja de este diseño con respecto a la primera generación de misiles estratégicos era una mayor precisión con un sistema de orientación más simple y la provisión de una trayectoria de vuelo compleja hacia el objetivo, lo que dificultaba el funcionamiento de los sistemas de defensa antimisiles y antiaéreos.
Para la implementación del proyecto se realizaron dos años de trabajo intensivo, se desarrollaron nuevos materiales y tecnologías, se investigaron los problemas de aerodinámica y se crearon y estudiaron modelos de campo. Se construyeron varios aviones experimentales para probar las ideas principales. El programa de trabajo del proyecto se denominó Tu-130.
Se investigaron varios esquemas aerodinámicos: simétricos, asimétricos, sin cola, con canard y otros. Se construyeron una serie de maquetas que fueron probadas en los túneles de viento del Instituto Central de Aerohidrodinámica, incluso a velocidades supersónicas. En el Instituto de Investigación de Vuelo Gromov se llevaron a cabo pruebas en las que se lanzaron maquetas del DP con propulsores de combustible sólido desde el Túpolev Tu-16LL. Las maquetas también fueron disparadas con cañones de artillería y cañones dinámicos de gas. Durante las pruebas se alcanzaron velocidades de hasta Mach 6.
En 1959 se inició el diseño del DP. Se eligió la configuración aerodinámica de un avión sin cola. El fuselaje en forma de cuña tenía una sección transversal semielíptica con un morro romo. El ala delta de disposición baja tenía un área pequeña, con una flecha de 75° a lo largo del borde de ataque y elevones a lo largo de toda su envergadura. La cola vertical constaba de estabilizadores verticales superiores e inferiores en la parte trasera del fuselaje. Se instalaron aletas de freno en ambas mitades del estabilizador vertical. El ala y los controles tenían un perfil en forma de cuña. Debido al calentamiento aerodinámico, el morro del avión y los bordes de ataque de las superficies de sustentación y control estaban hechos de grafito. La estructura del avión estaba hecha de acero inoxidable.
Se planeó una serie de cinco aviones experimentales. En 1960 se fabricó el primer avión. Sin embargo, a pesar de los éxitos de la oficina de diseño, el trabajo fue interrumpido por una Resolución del Consejo de Ministros de la Unión Soviética. Los aviones ya construidos fueron reciclados o transferidos a la oficina de diseño de Vladímir Cheloméi. Los materiales de investigación y diseño desarrollados durante los trabajos se utilizaron en el siguiente trabajo de la oficina de diseño de Túpolev: el avión cohete tripulado Zvezda.
Los trabajos en el proyecto continuaron sólo durante un año aproximadamente antes de ser abandonado en favor del misil de crucero supersónico más convencional Tu-123.

## Aeronaves relacionadas

### Secuencias de designación
- Secuencia Tu-_ (interna de Túpolev): ← Tu-125 - Tu-126 - Tu-127 - Tu-130 - Tu-131 SAM - Tu-134 - Tu-135 →